# Inherent Vice (romance)
Inherent Vice é um romance estadunidense escrito por Thomas Pynchon e lançado em 2009. A obra segue a investigação policial Larry "Doc" Sportello, que busca desvendar o desaparecimento de sua ex-namorada. Foi adaptado para o cinema no filme homônimo dirigido por Paul Thomas Anderson.